# Metagrion coartans
Metagrion coartans – gatunek ważki z rodziny Argiolestidae.
Owad ten jest endemitem indonezyjskiej wyspy Waigeo położonej w pobliżu nowogwinejskiego półwyspu Ptasia Głowa.